# ریچارد بنجامین
ریچارد بنجامین (انگلیسی: Richard Benjamin؛ زادهٔ ۲۲ مهٔ ۱۹۳۸) کارگردان فیلم، هنرپیشه و تهیه‌کننده اهل ایالات متحده آمریکا است.

## فیلمشناسی

### کارگردان
- سال دلخواه من (۱۹۸۲)
- مسابقه با ماه (۱۹۸۴)
- مخمصه در شهر (۱۹۸۴)
- دام پول (۱۹۸۶)
- مادرخوانده‌ام مخلوفی بیگانه است (۱۹۸۸)
- پری‌های دریایی (۱۹۹۰)
- شیربها (۱۹۹۴)

### بازیگر
- خاطرات یک زن خانه‌دار دیوانه (۱۹۷۰)
- آخرین شیلا (۱۹۷۳)
- چگونه بر هزینه‌های بالای زندگی غلبه کنیم (۱۹۸۰)
- ساختارشکنی هری (۱۹۹۷)
- هنری پول اینجاست (۲۰۰۸)
- شما مردم (۲۰۲۳)